# Mitch Byrd
Mitch Byrd (* 1961 in Jackson) ist ein US-amerikanischer Comiczeichner.

## Leben und Arbeit
Byrd begann in den 1980er Jahren als hauptberuflicher Comiczeichner zu arbeiten. Die erste Arbeit, die er vorlegte, war dabei der humoristische Comic Cat and Mouse, den er gemeinsam mit den ebenfalls aus Mississippi stammenden Künstlern Steven Butler und Roland Mann kreierte. Nachdem Cat and Mouse zunächst von dem Verlag Aircel herausgegeben wurde, wechselte die Serie zu Malibu Comics.
1993 begann Byrd schließlich für die beiden Marktführer der amerikanischen Comicbranche zu arbeiten: Für DC-Comics zeichnete er die Serien Guy Gardner und Darkstars als Stammzeichner, sowie als Annuals betitelte Sonderausgaben für die Serien Green Lantern und Starman, während er bei Marvel Comics für die Serie Punisher tätig wurde.